# Ꞷ̨
Cette page contient des caractères spéciaux ou non latins. S’ils s’affichent mal (▯, ?, etc.), consultez la page d’aide Unicode.
Ꞷ̨ (minuscule : ꞷ̨), appelé oméga ogonek, est un graphème utilisé dans la transcription de George L. Trager (en). Il s’agit de la lettre oméga diacritée d’un ogonek.

## Utilisation
George L. Trager (en) a utilisé l’oméga ogonek pour noter une voyelle pré-ouverte postérieure arrondie nasalisée.

## Représentations informatiques
L’oméga ogonek peut être représenté avec les caractères Unicode suivants :
- décomposé (latin étendu - D, diacritiques) :

| formes    | représentations | chaînes de caractères | points de code | descriptions                                     |
| --------- | --------------- | --------------------- | -------------- | ------------------------------------------------ |
| majuscule | Ꞷ̨               | Ꞷ◌̨                    | U+A7B6 U+0328  | lettre majuscule latine oméga diacritique ogonek |
| minuscule | ꞷ̨               | ꞷ◌̨                    | U+A7B7 U+0328  | lettre minuscule latine oméga diacritique ogonek |